# Fol·liculitis
La fol·liculitis és una inflamació dels fol·licles pilosos habitualment causada per una infecció per Staphilococcus, és per tant una forma de piodermatitis.

## Tractament
Mantenir la pell neta, preferiblement amb un sabó líquid, el qual continga un agent antibacterià, és la millor forma d'evitar el contagi d'aquestes infeccions.
La calor humida afavoreix l'acumulació de pus i pot fer que exsudi espontàniament.